# Виборчий округ 166
Виборчий округ 166 — виборчий округ в Тернопільській області. В сучасному вигляді був утворений 28 квітня 2012 постановою ЦВК №82 (до цього моменту існувала інша система виборчих округів). Окружна виборча комісія цього округу розташовується в Центрі фізичного здоров'я населення "Спорт для всіх" за адресою м. Теребовля, вул. 22 Січня, 17.
До складу округу входять Бучацький, Гусятинський, Монастириський і Теребовлянський райони. Виборчий округ 166 межує з округом 165 на північному заході і на півночі, з округом 164 на північному сході, з округом 192 на сході, з округом 167 на півдні, з округом 88 на південному заході та з округом 84 на заході. Виборчий округ №166 складається з виборчих дільниць під номерами 610132-610269, 610665-610716, 610814-610892 та 611183.

## Народні депутати від округу
| Ім'я                          | Фото | Партія               | Скликання | Дата набуття повноважень | Дата припинення повноважень |
| ----------------------------- | ---- | -------------------- | --------- | ------------------------ | --------------------------- |
| Апостол Михайло Володимирович |      | Батьківщина          | 7-ме      | 12 грудня 2012           | 27 листопада 2014           |
| Люшняк Микола Володимирович   |      | Блок Петра Порошенка | 8-ме      | 27 листопада 2014        | 29 серпня 2019              |
| Люшняк Микола Володимирович   |      | самовисуванець       | 9-те      | 29 серпня 2019           |                             |

## Результати виборів

### Парламентські

#### 2019
Кандидати-мажоритарники:
- Люшняк Микола Володимирович (самовисування)
- Сопель Ігор Михайлович (Слуга народу)
- Стечишин Алла Василівна (самовисування)
- Бліхар Володимир Васильович (Батьківщина)
- Вітвіцький Олег Іванович (Голос)
- Василіцький Роман Романович (Самопоміч)
- Брацюнь Степан Іванович (Конгрес українських націоналістів)
- Сеник Василь Васильович (Радикальна партія)
- Холоднюк Зеновій Васильович (самовисування)
- Антонов Ярослав Романович (Опозиційний блок)

#### 2014
Кандидати-мажоритарники:
- Люшняк Микола Володимирович (Блок Петра Порошенка)
- Апостол Михайло Володимирович (Народний фронт)
- Джаман Ігор Зіновійович (Радикальна партія)
- Пеляк Володимир Стефанович (Батьківщина)
- Мацієвський Михайло Йосипович (самовисування)
- Попко Василь Петрович (самовисування)
- Гудзюк Василь Володимирович (самовисування)
- Малецька Ела Миколаївна (самовисування)
- Ковалишин Володимир Йосипович (самовисування)
- Михайловський Андрій Валерійович (самовисування)

#### 2012
Кандидати-мажоритарники:
- Апостол Михайло Володимирович (Батьківщина)
- Давиденко Андрій Анатолійович (самовисування)
- Люшняк Микола Володимирович (УДАР)
- Хоптян Надія Андріївна (самовисування)
- Савчук Михайло Дмитрович (самовисування)
- Стецюк Тетяна Іванівна (Комуністична партія України)
- Півторак Роман Євстахійович (Об'єднані ліві і селяни)

## Явка
Явка виборців на окрузі: